# Chromis meridiana
Chromis meridiana är en fiskart som beskrevs av Greenfield och Woods, 1980. Chromis meridiana ingår i släktet Chromis och familjen Pomacentridae. Inga underarter finns listade i Catalogue of Life.